# Окіншевич Лев Олександрович
Лев Олекса́ндрович Окінше́вич (Акінше́віч або Окиншчевич) (псевдонім Leo Yaresh; 25 січня 1898, Санкт-Петербург, Російська імперія — 7 листопада 1980, Гілкрест Гіллс, штат Меріленд, США) — український правознавець, дослідник державних інституцій Гетьманщини. Один із лідерів американського українознавства у післявоєнний час. Також розробник білоруської юридичної термінології. Жертва сталінського терору.

## Біографія
Його батько був білорусом, мати походила із змішаного чесько-російського роду. Навчався у Колегії Павла Галагана, після закінчення школи прапорщиків — на Румунському фронті Першої світової війни.
Закінчив 1921 юридичний факультет Київського інституту народного господарства, куди переведений з Київського університету, розформованого російськими комуністами. За рекомендацією академіка М. Василенка, працював науковцем, співробітником Комісії для виучування історії західно-руського і українського права ВУАН. У 1922–1929 виконував обов'язки секретаря Комісії. Водночас (1925–1928) навчався в аспірантурі Науково-дослідної кафедри історії України ВУАН. З 1929 — директор видавництва ВУАН, а з 1931 — заступник секретаря Соціально-економічного відділу ВУАН.
На початку 1930 рр. зазнав переслідувань і цькувань, які посилилися після відмови від таємної співпраці з Державним політичним управлінням (ДПУ) у 1932 р.1933 — професор історії Ніжинського педагогічного інституту, де він тимчасово сховався від переслідувань НКВД. Але у листопаді того ж року, за наполяганням сталінських спецслужб, усунений з посади як неблагонадійний. Після цього фактично утік з України, працював юрисконсультом у Казахстані, обірвавши усі академічні зв'язки:
| Я рахував, що поскільки листування наукових працівників було, очевидно, контрольоване, краще не нагадувати про себе зайвий раз НКВД. З другого боку, я пам’ятав, у якому постійному страху жили тодішні люди, і розумів, що листування з такою особою, як я, може здатися моїм приятелям небезпечним" |
Під час Другої світової війни був мобілізований до радянського війська, потрапив у полон в Україні. Звільнившись, перебрався до Києва, де зміг відновити наукову діяльність на юридичному факультеті Київського університету, також працював юрисконсультом у Міській Управі Києва. 1943 виїхав до Німеччини. Був обраний деканом правничого факультету Українського вільного університету в Мюнхені. В червні 1949 переселився до США, постійно жив у Нью-Йорку. З 1954 по 1969 працював каталогізатором і бібліотекарем у Бібліотеці Конгресу США (Вашингтон). Брав участь у діяльності НТШ в Америці, Товариства українських правників у США та ряду інших наукових інституцій української еміграції.

## Праці
- Окіншевич Лев / Вступ до науки про праводержаву, Мюнхен: Український Вільний Університет; с. Підручники, ч. 10, 1987, с. 223 / 1917—1920 / B-103
- Окіншевич Лев / Моя академічна праця в Україні, Львів: НТШ, 1995, ISBN 5-7707-8503-9, с. 88 / 4254 / B-364
- Окіншевич Лев / Огляд історії філософії права, частина 1, Мюнхен: Український Вільний Університет, 1948, с. 130 /

Наукове визнання Окіншевичу принесли його праці з історії державного права, розвитку державно-правових, інститутів України-Гетьманщини, проблем методології юридичної науки: «Рада старшинська на Гетьманщині» (1924), «Генеральна старшина на Лівобережній Україні XVII—XVIII ст.» (1926), «Центральні установи України-Гетьманщини XVII—XVIII ст.» (ч. 1-2, 1929–1930), «Лекції з історії українського права. Право державне. Доба станового суспільства» (1947), «Значне військове товариство в Україні-Гетьманщині XVII—XVIII ст.», «Огляд історії філософії права» (обидві — 1948), «Вступ до науки про право і державу» (1949) та інші. Ряд праць вченого опубліковані білоруською мовою, йому належать наукові пріоритети у дослідженні прав, статусу білоруського козацтва, проблем становлення білоруської юридичної термінології. До його доробку також належать твори бібліографічного характеру, зокрема аналіз історіографії СССР з історії США та Латинської Америки. «Моя академічна праця в Україні» (1955).
Автор докладних автобіографічних мемуарів «Спогади вмираючої людини» (1977—1980, надрукована 1995 у Львові).